# Chaetexorista imperator
Chaetexorista imperator är en tvåvingeart som först beskrevs av Baranov 1936.  Chaetexorista imperator ingår i släktet Chaetexorista och familjen parasitflugor. Inga underarter finns listade i Catalogue of Life.